# Otzoloapan (kommun)
Otzoloapan är en kommun i Mexiko.   Den ligger i delstaten Mexiko, i den södra delen av landet, 130 km väster om huvudstaden Mexico City. Antalet invånare är 4 748.
Följande samhällen finns i Otzoloapan:
- Otzoloapan
- Pinal del Marquesado
- Barrio de Guadalupe
- El Calvario
- San Miguel Piru
- Cruz Blanca
- Terreros
- San Miguel de la Campana
- Estancia Chica
- El Pedregal